# أنتوني ديروزا
أنتوني ديروزا (بالإنجليزية: Anthony DeRosa)‏ هو محرك صور متحركة ‏ أمريكي، ولد في 1959.

## وصلات خارجية
- أنتوني ديروزا على موقع IMDb (الإنجليزية)
- أنتوني ديروزا على موقع قاعدة بيانات الفيلم (الإنجليزية)